# Шон живих мртваца
Шон живих мртваца (енгл. Shaun of the Dead) је зомби комедија у режији Едгара Рајта који је такође написао сценарио заједно са Сајмоном Пегом. Радња филма прати џабалебароше Шона (Пег) и Еда (Ник Фрост) који се суочавају са зомби апокалипсом. 
Филм је наишао на позитиван пријем код критичара и остварио је добру зараду на биоскопским благајнама. Био је номинована за БАФТУ за најбољи британски филм, а освојио је и награду Емпајер у истој категорији.
Шон живих мртваца је први део Пегове и Фростове Корнет трилогије, чије је наставке Пандури у акцији и Свршетак света такође режирао Рајт.

## Радња
Након што град преплаве зомбији, главни јунак овога филм то ни не схвати одмах. Он живи и даље свој уобичајени живот, планирајући како да врати девојку која га је оставила. Зомбији тумарају улицама Лондона, а он поред њих пролази као да се ништа не догађа. Kада напокон схвати озбиљност ситуације, одлучује да спаси девојку и са пријатељима креће у борбу против зомбија.

## Улоге
| Глумац            | Улога             |
| ----------------- | ----------------- |
| Сајмон Пег        | Шон Рајли         |
| Ник Фрост         | Ед                |
| Кејт Ешфилд       | Лиз               |
| Луси Дејвис       | Дајана            |
| Дилан Моран       | Дејвид Фастидијус |
| Пенелопи Вилтон   | Барбара Рајли     |
| Бил Нај           | Филип Рајли       |
| Џесика Хајнз      | Ивон              |
| Питер Серафинович | Пит               |
| Рејф Спал         | Ноел              |
| Мартин Фриман     | Деклан            |